# Czerwone Harcerstwo Towarzystwa Uniwersytetu Robotniczego
Czerwone Harcerstwo Towarzystwa Uniwersytetu Robotniczego, w skrócie Czerwone Harcerstwo – działająca w latach 1926–1939 lewicowa organizacja młodzieżowa, częściowo stosująca metody organizacji harcerskiej, organizowała działalność kulturalną i sportową, nastawiona antyklerykalnie, zwalczająca antysemityzm.
Organizacja powstała z inicjatywy Organizacji Młodzieży Towarzystwa Uniwersytetu Robotniczego (TUR). Czerwone Harcerstwo zrzeszało chłopców i dziewczęta od 12. do 16. roku życia, następnie wychowankowie przechodzili do Organizacji Młodzieżowej TUR, PPS lub innych organizacji związkowych, bądź politycznych. Organizacja miała na celu wychowanie młodzieży w duchu socjalizmu i równości społecznej.
Członkowie organizacji brali udział w akcjach politycznych lewicy (m.in. na rzecz Czerwonej Hiszpanii). Współpracowali z Robotniczym Towarzystwem Przyjaciół Dzieci i żydowską organizacją dziecięcą Socjalistiszer Kinder-Farband. Czerwone Harcerstwo działało głównie w środowiskach robotniczych. Stosowało metody wychowawczo-oświatowe wzorowane na ZHP, lecz mocno odbiegało od skautowego pierwowzoru. Działacze czerwonoharcerscy stawiali sobie za cel wychowanie młodzieży w duch ideałów proletariackich. Starano się wyrobić u młodzieży poszanowanie dla praw człowieka, gotowość służenia interesom klas uciskanych, poczucie sprawiedliwości, chęć niesienia pomocy słabszym oraz klasową solidarność i własną sprawność fizyczną.
Zawołaniem „Czerwonych Harcerzy” było hasło „Bądź Gotów” (zamiast Czuwaj!), przypominające o konieczności stałej gotowości do walki o sprawę proletariatu.

## Historia

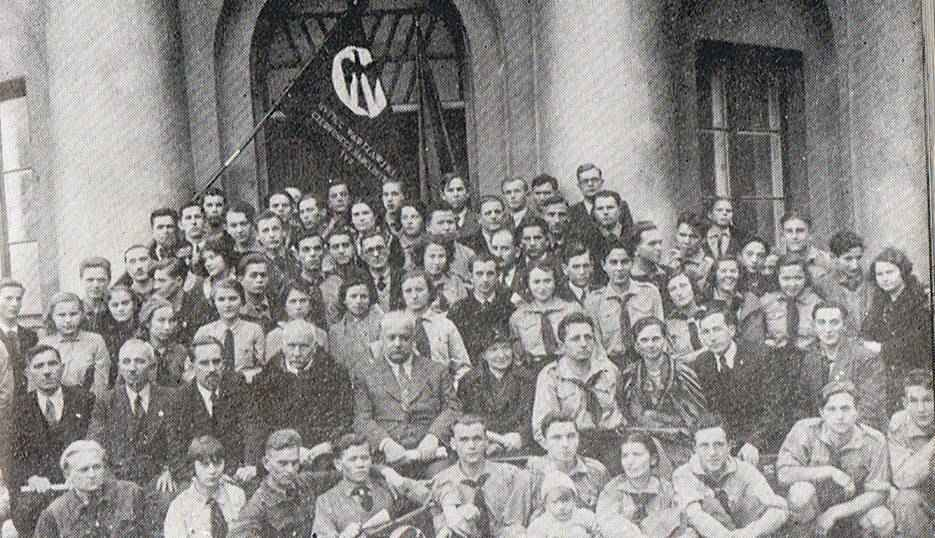
III Ogólnokrajowa Konferencja Czerwonego Harcerstwa w Warszawie, w siedzibie Związku Zawodowego Kolejarzy w maju 1931. W drugim rzędzie siedzą od lewej: Somerfeld, Jan Janiak, Zygmunt Piotrowski, Tomasz Arciszewski, Kazimierz Czapiński, Wanda Pożaryska, Stanisław Dubois, Olga Boguszówna, Kazimierz Wojciechowski, Józef Żarnowiecki

Pierwsze próby założenia robotniczych organizacji wychowawczych powstawały w Galicji pod wpływem socjalistów austriackich (m.in. twórcy socjalistycznego skautingu/ruchu sokolego – Otto Kanitza). Pod auspicjami Uniwersytetu Ludowego im. Adama Mickiewicza w Krakowie, powstało w 1913 socjalistyczne Towarzystwo Przyjaciół Dzieci oraz przy Związku Strzeleckim zawiązała się organizacja „Czerwonych Skautów” wspierana przez posła PPSD Zygmunta Klemensiewicza Początkowo działania na rzecz młodzieży realizowane były wewnątrz ZHP. Z inicjatywy Adama Ciołkosza w 1921 powstał lewicowo-demokratyczny ruch Wolnego Harcerstwa. Ruch ten, wskutek radykalizmu części działaczy o poglądach komunistycznych, oraz wrogiej postawie kierownictwa Związku, zaczął się autonomizować z ZHP. Działacze socjalistyczni przeciwni takiemu postępowaniu opuścili go w 1923 zaś ruch po przekształceniu w Zjednoczenie Wolnego Harcerstwa został rozwiązany przez władze w 1924. Działania ruchu były jedną z podstaw przyszłej organizacji czerwonych harcerzy.
Rozwój ruchu socjalistycznego na rzecz dzieci i młodzieży w Europie (w 1921 powstała Międzynarodówka Wychowania Socjalistycznego), spowodował zainteresowanie utworzeniem takiej organizacji w Polsce. Działania wzorowano na myśli austriackiego pedagoga i socjalisty Antona Tesarka i organizacji”Rote Falken” z Austrii.
Zalążki Czerwonego Harcerstwa powstały podczas pierwszego zjazdu OM TUR odbywającego się w dniach 31 stycznia-2 lutego 1926. Na zjeździe tym przyjęto uchwałę o utworzeniu organizacji harcerskiej, w oparciu o instruktorów, którzy opuścili ZHP z przyczyn ideowych. Należał do nich Stanisław Dubois (który opuścił ZHP w 1919 jako 18-latek), który od czerwca 1926 został kierownikiem Referatu Harcerskiego KC OM TUR.
Pierwsze gromady powstają wiosną 1926 w Warszawie. KC OM TUR nadaje im nazwę „Robotniczych Gromad Harcerskich”. W 1927 „Czerwone Harcerstwo” przyjmuje własne stopnie, sprawności, mundury, Prawo Harcerskie i zawołanie „Bądź gotów!”, prowadzi swą działalność pod opieką organizacji młodzieżowej TUR. W lipcu 1929 z uwagi na rozbudowę organizacji powołano Referat Harcerski przy Komitecie Centralnym OM TUR. W grudniu 1927 odbyła się pierwsza konferencja komendantów 30 gromad.
W dniach 17 i 18 maja 1931 w trakcie III ogólnokrajowej Konferencji Czerwonego Harcerstwa organizacja wydzieliła się jako organizacja autonomiczna w ramach TUR, dynamicznie rozwijając się na terenie największych miast: Warszawy, Łodzi i Gdyni, działając głównie w środowiskach robotniczych.
W 1933 Czerwone Harcerstwo przystąpiło do Międzynarodówki Wychowania Socjalistycznego. Było współinicjatorem Związku Niezależnej Młodzieży Socjalistycznej „Spartakus”. W 1938 liczyło ok. 4-6 tys. członków skupionych w 185 gromadach. Organem prasowym Czerwonego Harcerstwa był miesięcznik „Gromada”. Cenzura państwowa często konfiskowała artykuły lub nawet całe numery (np. w 1933 numer poświęcony uroczystościom 1 maja). Czerwone Harcerstwo, nie korzystało z żadnych przywilejów dostępnych organizacjom popieranym przez Państwo, jak np. ZHP (np. zniżek przy przejazdach koleją), a leśnictwa nie pozwalały obozować na państwowych terenach. Także Naczelnictwo ZHP starało się (za „endeckiego” Naczelnictwa) wpłynąć na władze państwowe w celu ograniczenia swobody działania Czerwonego Harcerstwa, szczególnie w okresie podszywania się gromad CH TUR pod drużyny harcerskie.
Podczas okupacji niemieckiej członkowie Czerwonego Harcerstwa TUR działali w organizacjach konspiracyjnych związanych z ruchem socjalistycznym, lecz wrzesień 1939 przyjmuje się za koniec istnienia organizacji. Pod koniec października 1939 odbyło się spotkanie części członków Rady Głównej i gromad warszawskich ze Stanisławem Dubois, w trakcie którego podjęto decyzję o rozpoczęciu działalności konspiracyjnej. Na bazie Czerwonego Harcerstwa w Warszawie powstała grupa konspiracyjna, która później przekształciła się w grupę „Barykada Wolności”. Część Czerwonych Harcerzy m.in. Krystyna Lichaczewska, Józef Deptuła z Rady Głównej CzH wstąpiła w szeregi PPS-WRN
We Lwowie w trakcie wojny od kwietnia 1943 istniała w porozumieniu z PPS w konspiracji komórka Czerwonego Harcerstwa organizowana przez phm Halinę Jacuńską „Wandę” i Jerzego Fiederera „Kubę”. Komórka zrzeszała 80 chłopców i dziewcząt stawiając sobie za cel opiekę nad dziećmi z rodzi robotniczych. Była to prawdopodobnie jedyna taka komórka w Polsce.
Po II wojnie światowej jak wynika z niektórych relacji po wojnie były próby wznowienia działalności, lecz podjęto decyzję aby członkowie Czerwonego Harcerstwa włączyli się do pracy w ZHP.

## Organizacja
Postawą organizacji były zastępy składające się z 6-12 chłopców lub dziewcząt, na czele których stali przodownicy. Od dwóch do pięciu zastępów tworzyło gromadę. Na czele gromady stał komendant gromady. Ponadto istniała Rada Gromady składająca się z przodowników i innych harcerzy pełniących funkcje w gromadzie (np. bibliotekarz).
Gromady na ogół były monopłciowe, choć bywały wyjątki (np. w Warszawie na 30 gromad koedukacyjna była jedna). Dwie lub więcej gromad tworzyło hufiec. Na czele hufca stała Rada Hufca składająca się z komendantów gromad. Rada wybierała spośród siebie hufcowego zatwierdzonego przez Radę Okręgu. Dwa lub więcej hufców tworzyło okręg. Na czele okręgu stała Rada Okręgu, która wyłaniała spośród siebie Komendanta Okręgu.
Od 1931 wyodrębniono młodszą gałąź organizacji – Czerwone Sokoły, dla dzieci od 8. do 12. roku życia. Miała ona prostszym językiem sformułowane prawo, o podobnej wymowie moralnej i ideologii.
Harcerz po trzymiesięcznym okresie próbnym (byciu „młodzikiem”) składał uroczyste Przyrzeczenie. Na czele 6-12 osobowego zastępu stał przodownik zastępu, harcerz minimum 13-letni, o co najmniej rocznym doświadczeniu. Przewodnik gromady (ok. 5 zastępów) musiał mieć minimum 18 (później 16) lat i prezentować właściwe wyrobienie harcerskie i ideologiczne. Podstawowe prace odbywały się w zastępie: gry, ćwiczenia, zajęcia warsztatowe, pogadanki o losie i walce klasy robotniczej, wycieczki. Bardzo ważny dla metodyki Czerwonego Harcerstwa był system samorządności. Zastęp radząc decydował o programie działania. Na obozie mógł postanowić wszystko (z wyjątkiem samodzielnej kąpieli i wycieczki do wsi – ze względu na możliwe kłopoty z państwową policją). Rada gromady wybierała nowych przodowników zastępu. Rada Hufca mianowała nowych przewodników gromad.
W Czerwonym Harcerstwie nie było systemu stopni, były tylko wymagania dopuszczenia do Przyrzeczenia – dość przystępne, oraz mianowania na przodownika i przewodnika – obszerne i szczegółowo spisane, określające zarówno wiedzę jak i dokonania (np. doświadczenie obozowe), świadomość ideową i „techniki harcerskie”. Pod koniec istnienia organizacji dostrzegło konieczność utworzenia systemu sprawności, bowiem te duże bloki wymagań utrudniały i zniechęcały młodych do realizacji. Regulaminu jednak przed wojną nie opracowano.
Odznaką organizacyjną był wzlatujący sokół wpisany w okrąg. Szeregowi członkowie nosili ją na tle czerwonym, przodownicy zastępu zielonym, przodownicy gromady złotym a komendanci hufca – fioletowym. Symbol nawiązywał do znaku międzynarodowego ruchu lewicowego harcerstwa (International Falcon Movement).
Męski mundur organizacyjny składał się z błękitnej koszuli z naramiennikami i dwoma kieszeniami na piersiach, krótkich spodni do kolan (w kolorze jednolitym dla gromady) i podkolanówek. Nakrycie głowy stanowiła maciejówka z czerwonym sznurkiem i daszkiem, całość dopełniała czerwona chusta ściągnięta kółkiem. Mundur żeński to taka sama koszula, krótka (ale za kolana) sukienka ciemnej barwy, beret, chusta.

## Prawo i Przyrzeczenie
Socjalistyczny charakter organizacji określał tekst Przyrzeczenia Czerwonego Harcerstwa TUR:
Przyrzekam uroczyście pracować nad wyzwoleniem klasy robotniczej, praw harcerskich przestrzegać, dbać o honor i rozwój Czerwonego Harcerstwa.
oraz Prawo Czerwonych Harcerzy:
1. Czerwony harcerz jest oddany sprawie ludu pracującego;
2. Szacunkiem otacza pracę i walczy o jej wyzwolenie;
3. Szanuje każde szczere przekonanie nawet u przeciwnika;
4. Mówi prawdę, brzydzi się kłamstwem;
5. Jest karny, wypełnia chętnie i sumiennie obowiązki na nim ciążące;
6. Jest zawsze pogodny, kocha ludzi, chętnie śpieszy im z pomocą;
7. Jest punktualny i słowny;
8. Brzydzi się uciskiem słabych;
9. Miłuje przyrodę i stara się ją poznać, ochraniać od zniszczenia;
10. Jest czysty w myślach, słowach i czynach, nie pije alkoholu, nie pali, nie gra w gry hazardowe[6].

Druga redakcja Prawa, z 1933
1. Czerwony harcerz uważa siebie za członka klasy robotniczej i walczy o jej wyzwolenie;
2. Jest zawsze wierny swym towarzyszom;
3. W każdym pracującym widzi przyjaciela i brata;
4. Staje w obronie słabszych i zawsze jest gotów do niesienia pomocy;
5. Jest odważny i nigdy nie rozpacza;
6. Jest punktualny, karny i obowiązkowy;
7. Mówi prawdę, na jego słowie można polegać;
8. Hartuje się i dba o swoje ciało;
9. Jest miłośnikiem i obrońcą przyrody;
10. Jest czysty, w myślach, słowach i czynach. Nie pali, zwalcza alkohol i gry hazardowe[7].

## Władze Czerwonego Harcerstwa TUR
Od lipca 1929 Czerwonym Harcerstwem kierował Referat Harcerski przy Komitecie Centralnym OM TUR w składzie: Stanisław Dubois – przewodniczący, Stanisław Garlicki – zastępca przewodniczącego, Eugenia Pragierowa, Henryk Jędrzejewski, Józef Deptuła – członkowie. Później dokooptowano Kazimierza Wojciechowskiego i Natalię Kaniównę. Referat kierował CzH do maja 1931.
Od maja 1931 po usamodzielnieniu, na czele organizacji stała Rada Główna, składająca się z 15 przedstawicieli jednostek terenowych (hufców), oraz po dwóch przedstawicieli Zarządu Głównego TUR oraz OM TUR. Rada Główna wyłaniała ze swego grona Komitet Wykonawczy. W skład Komitetu Wykonawczego w 1931 weszli: Stanisław Dubois – przewodniczący, Kazimierz Wojciechowski – wiceprzewodniczący, Krystyna Lichaczewska – sekretarz, Józef Deptuła, Edward Lenarczyk z Warszawy oraz Eugeniusz Konopacki z Łowicza, Władysław Żelazko z Piotrkowa (według innych źródeł Boguszówna), Kazimiera Kurnikowska i Kazimierz Szymański z Sosnowca, Feliks Gross, Osiek z Krakowa i Dusza z Torunia